# Lekkoatletyka na Letnich Igrzyskach Olimpijskich 2016 – bieg na 100 m mężczyzn
Bieg na 100 metrów mężczyzn – jedna z konkurencji lekkoatletycznych rozgrywanych podczas Letnich Igrzysk Olimpijskich 2016 w Rio de Janeiro.
Konkurencja rozpoczęła się eliminacjami, 13 sierpnia o godzinie 9:30 czasu miejscowego. Finał w którym wyłoniono mistrza olimpijskiego, odbył się dzień później o godzinie 22:25 czasu miejscowego. Zawody odbyły się na Stadionie Olimpijskim w Rio de Janeiro.
Złoty medal zdobył Jamajczyk Usain Bolt z czasem 9,81 s. Wicemistrzem olimpijskim został Amerykanin Justin Gatlin, a trzecie miejsce zajął Kanadyjczyk Andre De Grasse

## Rekordy
Tabela przedstawia najlepsze wyniki, które uzyskali zawodnicy na świecie, igrzyskach olimpijskich oraz na każdym kontynencie. Stan sprzed igrzysk.
| Nazwa                                          | Zawodnik               | Czas    | Miejsce | Data       |
| ---------------------------------------------- | ---------------------- | ------- | ------- | ---------- |
| Rekord świata                                  | Usain Bolt (JAM)       | 9,58 s  | Berlin  | 16.08.2009 |
| Rekord olimpijski                              | Usain Bolt (JAM)       | 9,63 s  | Londyn  | 5.08.2012  |
| Lider list światowych 2016                     | Justin Gatlin (USA)    | 9,80 s  | Eugene  | 23.07.2016 |
| Rekord Afryki                                  | Olusoji Fasuba (NGR)   | 9,85 s  | Ateny   | 12.05.2006 |
| Rekord Ameryki Południowej                     | Robson da Silva (BRA)  | 10,00 s | Meksyk  | 22.07.1988 |
| Rekord Ameryki Północnej, Środkowej i Karaibów | Usain Bolt (JAM)       | 9,58 s  | Berlin  | 16.08.2009 |
| Rekord Azji                                    | Femi Ogunode (QAT)     | 9,91 s  | Wuhan   | 4.01.2015  |
| Rekord Europy                                  | Francis Obikwelu (POR) | 9,86 s  | Ateny   | 22.08.2004 |
| Rekord Oceanii                                 | Patrick Johnson (AUS)  | 9,93 s  | Mito    | 05.05.2003 |

## Terminarz
| Data             | Godzina (UTC-3) | Wydarzenie            |
| ---------------- | --------------- | --------------------- |
| 13 sierpnia 2016 | 9:30 12:00      | Preeliminacje Runda 1 |
| 14 sierpnia 2016 | 21:00           | Półfinały             |
| 14 sierpnia 2016 | 22:25           | Finał                 |

## Wyniki
| Poz. – pozycja |
| OR – rekord olimpijski \| NR – rekord krajowy \| PB – rekord życiowy \| =PB – wyrównany rekord życiowy \| SB – najlepszy wynik w sezonie \| =SB – wyrównany najlepszy wynik w sezonie |
| DNS – nie wystartował \| DNF – dyskwalifikacja za falstart |
| * wyniki podawane w sekundach |

### Preeliminacje

#### Wyścig 1
Godzina: 14:30

Wiatr: -0,2 m/s
| Poz. | Imię i nazwisko        | Narodowość       | Tor | Reakcja | Wynik | Uwagi | Kwal. |
| ---- | ---------------------- | ---------------- | --- | ------- | ----- | ----- | ----- |
| 1    | Riste Pandev           | Macedonia        | 9   | 0,145   | 10,72 | SB    | Q     |
| 2    | Sudirman Hadi          | Indonezja        | 8   | 0,136   | 10,77 |       | Q     |
| 3    | Mohammed Abukhousa     | Palestyna        | 4   | 0,176   | 10,82 |       | q     |
| 4    | Holder da Silva        | Gwinea Bissau    | 5   | 0,165   | 10,97 |       |       |
| 5    | Wilfried Bingangoye    | Gabon            | 6   | 0,145   | 11,03 |       |       |
| 6    | Mohamed Lamine Dansoko | Gwinea           | 2   | 0,145   | 11,05 |       |       |
| 7    | Abdul Wahab Zahiri     | Afganistan       | 7   | 0,170   | 11,56 |       |       |
| 8    | Simeon Richson         | Wyspy Marschalla | 7   | 0,170   | 11,56 | SB    |       |

#### Wyścig 2
Godzina: 14:37

Wiatr: 0,4 m/s
| Poz. | Imię i nazwisko    | Narodowość         | Tor | Reakcja | Wynik | Uwagi | Kwal. |
| ---- | ------------------ | ------------------ | --- | ------- | ----- | ----- | ----- |
| 1    | Hassan Saaid       | Malediwy           | 2   | 0,130   | 10,43 |       | Q     |
| 2    | Filimone Siueni    | Tonga              | 6   | 0,155   | 10,76 | =SB   | Q     |
| 3    | Luke Bezzina       | Malta              | 7   | 0,167   | 11,04 |       |       |
| 4    | Masbah Ahmmed      | Bangladesz         | 5   | 0,137   | 11,34 |       |       |
| 5    | Isaac Silafau      | Samoa Amerykańskie | 4   | 0,141   | 11,51 |       |       |
| 6    | John Ruuka         | Kiribati           | 8   | 0,178   | 11,65 |       |       |
| 7    | Hermenegildo Leite | Angola             | 3   | 0,145   | 11,65 |       |       |

#### Wyścig 3
Godzina: 14:44

Wiatr: -0,3 m/s
| Poz. | Imię i nazwisko      | Narodowość   | Tor | Reakcja | Wynik | Uwagi | Kwal. |
| ---- | -------------------- | ------------ | --- | ------- | ----- | ----- | ----- |
| 1    | Rodman Teltull       | Palau        | 7   | 0,135   | 10,53 |       | Q     |
| 2    | Jin Wei Timothee Yap | Singapur     | 6   | 0,140   | 10,84 |       | Q     |
| 3    | Md Fakhri Ismail     | Brunei       | 3   | 0,163   | 10,92 |       | q     |
| 4    | Ismail Kamara        | Sierra Leone | 4   | 0,146   | 10,95 |       |       |
| 5    | Kitson Kapririel     | Mikronezja   | 5   | 0,159   | 11,42 |       |       |
| 6    | Jidou El Moctar      | Mauretania   | 2   | 0,157   | 11,44 |       |       |
| 7    | Etimoni Timuani      | Tuvalu       | 8   | 0,143   | 11,81 |       |       |

### Runda 1

#### Wyścig 1
Godzina: 17:00

Wiatr: -1,2 m/s
| Poz. | Imię i nazwisko       | Narodowość        | Tor | Reakcja | Wynik | Uwagi | Kwal. |
| ---- | --------------------- | ----------------- | --- | ------- | ----- | ----- | ----- |
| 1    | Kemarley Brown        | Brunei            | 3   | 0,146   | 10,13 |       | Q     |
| 2    | Chijindu Ujah         | Wielka Brytania   | 5   | 0,150   | 10,13 |       | Q     |
| 3    | Marvin Bracy          | Stany Zjednoczone | 7   | 0,155   | 10,16 |       | q     |
| 4    | Seye Ogunlewe         | Nigeria           | 2   | 0,139   | 10,26 |       |       |
| 5    | Femi Ogunode          | Katar             | 1   | 0,170   | 10,28 |       |       |
| 6    | Sean Safo-Antwi       | Gana              | 8   | 0,145   | 10,43 |       |       |
| 7    | Reza Ghasemi          | Iran              | 9   | 0,150   | 10,47 |       |       |
| 8    | Adrian Griffith       | Bahamy            | 6   | 0,143   | 10,53 |       |       |
| 9    | Mohamed Fakhri Ismail | Brunei            | 4   | 0,151   | 10,95 |       |       |

#### Wyścig 2
Godzina: 17:07

Wiatr: 0,8 m/s
| Poz. | Imię i nazwisko    | Narodowość               | Tor | Reakcja | Wynik | Uwagi | Kwal. |
| ---- | ------------------ | ------------------------ | --- | ------- | ----- | ----- | ----- |
| 1    | Justin Gatlin      | Stany Zjednoczone        | 8   | 0,160   | 10,01 |       | Q     |
| 2    | Daniel Bailey      | Antigua i Barbuda        | 7   | 0,153   | 10,20 |       | Q     |
| 3    | Rondel Sorrillo    | Trynidad i Tobago        | 5   | 0,112   | 10,23 |       |       |
| 4    | Gerald Phiri       | Zambia                   | 5   | 0,146   | 10,27 |       |       |
| 5    | Lucas Jakubczyk    | Niemcy                   | 9   | 0,166   | 10,29 |       |       |
| 6    | Ogho-Oghene Egwero | Nigeria                  | 6   | 0,151   | 10,37 |       |       |
| 7    | Hua Wilfried Koffi | Wybrzeże Kości Słoniowej | 3   | 0,166   | 10,37 |       |       |
| 8    | Rodman Teltull     | Palau                    | 2   | 0,133   | 10,64 |       |       |
| 9    | Riste Pandev       | Macedonia                | 4   | 0,163   | 10,71 | SB    |       |

#### Wyścig 3
Godzina: 17:14

Wiatr: -0,1 m/s
| Poz. | Imię i nazwisko         | Narodowość          | Tor | Reakcja | Wynik | Uwagi | Kwal. |
| ---- | ----------------------- | ------------------- | --- | ------- | ----- | ----- | ----- |
| 1    | Xie Zhenye              | Chiny               | 5   | 0,143   | 10,08 | PB    | Q     |
| 2    | Nickel Ashmeade         | Jamajka             | 3   | 0,132   | 10,13 |       | Q     |
| 3    | Hassan Taftian          | Iran                | 6   | 0,150   | 10,17 |       | q     |
| 4    | Kim Collins             | Saint Kitts i Nevis | 2   | 0,151   | 10,18 |       | q     |
| 5    | Abdullah Abkar Mohammed | Arabia Saudyjska    | 4   | 0,154   | 10,26 |       |       |
| 6    | Aziz Ouhadi             | Maroko              | 7   | 0,158   | 10,34 |       |       |
| 7    | Kemar Hyman             | Kajmany             | 9   | 0,160   | 10,34 |       |       |
| 8    | Darrell Wesh            | Haiti               | 8   | 0,138   | 10,39 |       |       |

#### Wyścig 4
Godzina: 17:21

Wiatr: -0,5 m/s
| Poz. | Imię i nazwisko  | Narodowość | Tor | Reakcja | Wynik | Uwagi | Kwal. |
| ---- | ---------------- | ---------- | --- | ------- | ----- | ----- | ----- |
| 1    | Andre De Grasse  | Kanada     | 3   | 0,148   | 10,04 |       | Q     |
| 2    | Asuka Cambridge  | Japonia    | 9   | 0,137   | 10,13 |       | Q     |
| 3    | Su Bingtian      | Chiny      | 2   | 0,164   | 10,17 |       | q     |
| 4    | Jimmy Vicaut     | Francja    | 1   | 0,164   | 10,19 |       | q     |
| 5    | Churandy Martina | Holandia   | 7   | 0,142   | 10,22 |       |       |
| 6    | Emmanuel Matadi  | Liberia    | 5   | 0,146   | 10,31 |       |       |
| 7    | Julian Reus      | Niemcy     | 8   | 0,135   | 10,34 |       |       |
| 8    | Jamial Rolle     | Bahamy     | 6   | 0,145   | 10,68 |       |       |
| 9    | Sudirman Hadi    | Indonezja  | 4   | 0,122   | 10,70 |       |       |

#### Wyścig 5
Godzina: 17:28

Wiatr: 0,2 m/s
| Poz. | Imię i nazwisko     | Narodowość               | Tor | Reakcja | Wynik | Uwagi | Kwal. |
| ---- | ------------------- | ------------------------ | --- | ------- | ----- | ----- | ----- |
| 1    | Ben Youssef Meite   | Wybrzeże Kości Słoniowej | 9   | 0,145   | 10,03 |       | Q     |
| 2    | Trayvon Bromell     | Stany Zjednoczone        | 6   | 0,165   | 10,13 |       | Q     |
| 3    | Christophe Lemaitre | Francja                  | 5   | 0,150   | 10,16 |       | q     |
| 4    | Cejhae Greene       | Antigua i Barbuda        | 7   | 0,156   | 10,20 |       | q     |
| 5    | Keston Bledman      | Trynidad i Tobago        | 8   | 0,150   | 10,20 |       |       |
| 6    | Akeem Haynes        | Kanada                   | 2   | 0,123   | 10,22 |       |       |
| 7    | Gabriel Mvumvure    | Zimbabwe                 | 6   | 0,131   | 10,28 |       |       |
| 8    | Hassan Saaid        | Malediwy                 | 3   | 0,135   | 10,47 |       |       |
| 9    | Siueni Filimone     | Tonga                    | 4   |         | DNS   |       |       |

#### Wyścig 6
Godzina: 17:30

Wiatr: -0,8 m/s
| poz. | Imię i nazwisko           | Narodowość                   | Tor | Reakcja | Wynik | Uwagi | Kwal. |
| ---- | ------------------------- | ---------------------------- | --- | ------- | ----- | ----- | ----- |
| 1    | Yohan Blake               | Jamajka                      | 4   | 0,154   | 10.11 |       | Q     |
| 2    | Jak Ali Harvey            | Turcja                       | 8   | 0,159   | 10.14 |       | Q     |
| 3    | Barakat Mubarak Al-Harthi | Oman                         | 9   | 0,155   | 10.22 |       |       |
| 4    | Moshito Lehata            | Lesotho                      | 2   | 0,151   | 10.25 |       |       |
| 5    | James Ellington           | Wielka Brytania              | 6   | 0,145   | 10.29 |       |       |
| 6    | Henricho Bruintjies       | Republika Południowej Afryki | 3   | 0,107   | 10.33 |       |       |
| 7    | Zhang Peimeng             | Chiny                        | 5   | 0.121   | 10.36 |       |       |
| 8    | Antoine Adams             | Saint Kitts i Nevis          | 7   | 0,149   | 10.39 |       |       |

#### Wyścig 7
Godzina: 17:42

Wiatr: -0,4 m/s
| poz. | Imię i nazwisko      | Narodowość        | Tor | Reakcja | Wynik | Uwagi | Kwal. |
| ---- | -------------------- | ----------------- | --- | ------- | ----- | ----- | ----- |
| 1    | Usain Bolt           | Jamajka           | 6   | 0,156   | 10.07 |       | Q     |
| 2    | Andrew Fisher        | Bahrajn           | 3   | 0,134   | 10.12 |       | Q     |
| 3    | James Dasaolu        | Wielka Brytania   | 7   | 0,171   | 10.18 |       | q     |
| 4    | Yoshihide Kiryū      | Japonia           | 9   | 0,150   | 10.23 |       |       |
| 5    | Shavez Hart          | Bahamy            | 2   | 0,139   | 10.28 |       | SB    |
| 6    | Richard Thompson     | Trynidad i Tobago | 5   | 0,130   | 10.29 |       |       |
| 7    | Jahvid Best          | Saint Lucia       | 8   | 0.147   | 10.39 |       |       |
| 8    | Jurgen Themen        | Surinam           | 1   | 0,139   | 10.47 |       |       |
| 9    | Jin Wei Timothee Yap | Singapur          | 4   | 0,149   | 10.79 |       |       |

#### Wyścig 8
Godzina: 17:49

Wiatr: -1,3 m/s
| poz. | Imię i nazwisko       | Narodowość                   | Tor | Reakcja | Wynik | Uwagi | Kwal. |
| ---- | --------------------- | ---------------------------- | --- | ------- | ----- | ----- | ----- |
| 1    | Akani Simbine         | Republika Południowej Afryki | 4   | 0,124   | 10.14 |       | Q     |
| 2    | Ryōta Yamagata        | Japonia                      | 1   | 0,111   | 10.20 |       | Q     |
| 3    | Aaron Brown           | Kanada                       | 7   | 0,135   | 10.24 |       |       |
| 4    | Ramon Gittens         | Barbados                     | 9   | 0,162   | 10.25 |       |       |
| 5    | Solomon Bockarie      | Holandia                     | 2   | 0,127   | 10.36 |       |       |
| 5    | Vítor Hugo dos Santos | Brazylia                     | 5   | 0,157   | 10.36 |       |       |
| 7    | Kim Gook-young        | Korea Południowa             | 6   | 0.135   | 10.37 |       |       |
| 8    | Brijesh Lawrence      | Saint Kitts i Nevis          | 3   | 0,163   | 10.55 |       |       |
| 9    | Mohammed Abukhousa    | Palestyna                    | 4   | 0,153   | 11,89 |       |       |

### Półfinały

#### Wyścig 1
Godzina: 2:00

Wiatr: 0,2 m/s
| poz. | Imię i nazwisko   | Narodowość                   | Tor | Reakcja | Wynik | Uwagi | Kwal. |
| ---- | ----------------- | ---------------------------- | --- | ------- | ----- | ----- | ----- |
| 1    | Jimmy Vicaut      | Francja                      | 3   | 0,131   | 9,95  |       | Q     |
| 2    | Ben-Youssef Meïté | Wybrzeże Kości Słoniowej     | 7   | 0,142   | 9,97  | NR    | Q     |
| 3    | Akani Simbine     | Republika Południowej Afryki | 5   | 0.144   | 9,98  |       | q     |
| 4    | Jak Ali Harvey    | Turcja                       | 9   | 0,148   | 10,03 |       |       |
| 5    | Nickel Ashmeade   | Jamajka                      | 4   | 0,118   | 10,05 |       |       |
| 6    | Marvin Bracy      | Stany Zjednoczone            | 8   | 0,152   | 10,08 |       |       |
| 7    | Xie Zhenye        | Chiny                        | 6   | 0,134   | 10,11 |       |       |
| 8    | Hassan Taftian    | Iran                         | 2   | 0,136   | 10,23 |       |       |

#### Wyścig 2
Godzina: 2:07

Wiatr: 0,2 m/s
| poz. | Imię i nazwisko | Narodowość          | Tor | Reakcja | Wynik | Uwagi | Kwal. |
| ---- | --------------- | ------------------- | --- | ------- | ----- | ----- | ----- |
| 1    | Usain Bolt      | Jamajka             | 6   | 0,143   | 9,86  | SB    | Q     |
| 2    | Andre De Grasse | Kanada              | 5   | 0,130   | 9,92  | PB    | Q     |
| 3    | Trayvon Bromell | Stany Zjednoczone   | 9   | 0,128   | 10,01 |       | q     |
| 4    | Chijindu Ujah   | Wielka Brytania     | 7   | 0,160   | 10,01 | SB    |       |
| 5    | Ryota Yamagata  | Japonia             | 8   | 0,109   | 10,05 | PB    |       |
| 6    | Kim Collins     | Saint Kitts i Nevis | 3   | 0,138   | 10,12 |       |       |
| 7    | Cejhae Greene   | Antigua i Barbuda   | 2   | 0,143   | 10,13 |       |       |
| 8    | Andrew Fisher   | Bahrajn             | 4   |         | DQ    |       |       |

#### Wyścig 3
Godzina: 2:14

Wiatr: 0,0 m/s
| poz. | Imię i nazwisko     | Narodowość        | Tor | Reakcja | Wynik | Uwagi | Kwal. |
| ---- | ------------------- | ----------------- | --- | ------- | ----- | ----- | ----- |
| 1    | Justin Gatlin       | Stany Zjednoczone | 6   | 0,151   | 9,94  |       | Q     |
| 2    | Yohan Blake         | Jamajka           | 4   | 0,147   | 10,01 |       | Q     |
| 3    | Christophe Lemaitre | Francja           | 9   | 0,122   | 10,07 | SB    |       |
| 4    | Su Bingtian         | Chiny             | 3   | 0,140   | 10,08 |       | SB    |
| 5    | Kemarley Brown      | Bahrajn           | 5   | 0,152   | 10,13 |       |       |
| 6    | James Dasaolu       | Wielka Brytania   | 2   | 0,145   | 10,16 |       |       |
| 7    | Asuka Cambridge     | Japonia           | 7   | 0,135   | 10,17 |       |       |
| 8    | Daniel Bailey       | Antigua i Barbuda | 7   |         | DNS   |       |       |

### Finał
Godzina: 3:25

Wiatr: 0,2 m/s
| Poz.   | Imię i nazwisko   | Narodowość                   | Tor | Reakcja | Wynik | Uwagi |
| ------ | ----------------- | ---------------------------- | --- | ------- | ----- | ----- |
| złoto  | Usain Bolt        | Jamajka                      | 6   | 0,155   | 9,81  | SB    |
| srebro | Justin Gatlin     | Stany Zjednoczone            | 4   | 0,152   | 9,89  |       |
| brąz   | Andre De Grasse   | Kanada                       | 7   | 0,141   | 9,91  | PB    |
| 4      | Yohan Blake       | Jamajka                      | 9   | 0,145   | 9,93  | SB    |
| 5      | Akani Simbine     | Republika Południowej Afryki | 3   | 0,128   | 9,94  |       |
| 6      | Ben Youssef Meite | Wybrzeże Kości Słoniowej     | 8   | 0,156   | 9,96  | NR    |
| 7      | Jimmy Vicaut      | Francja                      | 5   | 0,140   | 10,04 |       |
| 8      | Trayvon Bromell   | Stany Zjednoczone            | 2   | 0,135   | 10,06 |       |